# Матха
Матха (मठं, IAST: maṭha) або mutt є санскритським словом, що означає «монастир, інститут чи коледж» [1], і він також відноситься до монастиря в Індуїзмі. [2] [3]
Монастирське життя, для духовних досліджень чи прагнення мокша (духовного звільнення) слідує до 1-го тисячоліття до н. Е., За ведичною традицією. [4] [5] Найбільш ранніх індуїстських монастирів (матхів) побічно вважають, що вони мають бути з віків навколо початком спільної епохи, виходячи з існування Саннйаса Упанішад з сильним змістом Адвайта Веданта [6]. Матхівська традиція в індуїзмі, мабуть, була добре сформована у другій половині 1-го тисячоліття СЕ, про що свідчать археологічні та епіграфічні докази [7].
З часом Матхи зростали, а найвідоміші та все ще вцілілі центри досліджень Веданти — це ті, що започатковані Аді Шанкара. Інші основні та впливові матхи належать до різних шкіл індуїстської філософії, таких, як Вайшнавізм і Шайвізм. [8] [9] Монастир гостить і годує студентів, санньяси (ченці, відмовники, подвижники), ґуру і очолює Ачар'я. Ці монастирі іноді приєднуються до храмів індуїзму і мають свої кодекси поведінки, посвячення та обрядові церемонії. [4] [10] Матхи в індуїстській традиції не обмежується релігієзнавством, й історичні дані свідчать про те, що вони були центрами різноманітних досліджень, таких як середньовічна медицина, граматика та музика [11].
Термін матха також використовується для монастиря в Джайнізмі, а найближчі монастирі при Джайнських храмах датуються приблизно з 5-го століття від Р. Х..
| Індуїзм | Це незавершена стаття про індуїзм. Ви можете допомогти проєкту, виправивши або дописавши її. |